# Barbula semilimbata
Barbula semilimbata là một loài rêu trong họ Pottiaceae. Loài này được Dixon & Luisier mô tả khoa học đầu tiên năm 1937.